# Hemiargus ramon
Hemiargus ramon är en fjärilsart som beskrevs av Paul Dognin 1888. Hemiargus ramon ingår i släktet Hemiargus och familjen juvelvingar. Inga underarter finns listade i Catalogue of Life.